# デリカテッセン (映画)
『デリカテッセン』（Delicatessen）は、1991年にフランスで製作された映画作品。監督はジャン＝ピエール・ジュネとマルク・キャロ。
ホラーではなく、ブラックユーモアと風刺に満ちた作品。
独特の映像空間をつくりあげ、セザール賞新人監督作品賞、脚本賞などを受賞した。

## ストーリー
核戦争から15年後、荒廃したパリに一軒だけ建つ精肉屋デリカテッセン。その上にあるアパートに、元ピエロの青年ルイゾンが引っ越してくる。そこには、不気味な店主とクセのある住人たちが住んでいた。

## キャスト
- ドミニク・ピノン
- マリー＝ロール・ドゥーニャ（フランス語版）
- ジャン＝クロード・ドレフュス（フランス語版）
- カリン・ヴィアール
- ティッキー・オルガド
- アンヌ・マリー・ピザーニ（フランス語版）